# Gracia Orlová
La Gracia Orlová és una cursa ciclista femenina que es disputa a la República Txeca i a Polònia. Creada el 1987 transcorre per la regió de Moràvia i Silèsia i el voivodat de Silèsia. Actualment és cursa 2.2 de la UCI.

## Palmarès
| Any            | Vencedora                  | Segona                  | Tercera                 |         |
| -------------- | -------------------------- | ----------------------- | ----------------------- | ------- |
| Družba Žen     |                            |                         |                         |         |
| 1987           | Angela Ranft               | Petra Rossner           | Kerstin Arndt           |         |
| 1988           | Radka Kynclova             | Petra Rossner           | Angela Kindling         |         |
| 1989           | Angela Ranft               | Ildiko Paczova          | Radka Kynclova          |         |
| Gracia Tour    |                            |                         |                         |         |
| 1990           | Radka Kynclova             | Eva Orvošová            | Jana Polokova           |         |
| 1991           | Ildiko Paczova             | Eva Orvošová            | Alena Barillová         |         |
| 1992           | Valentina Gerasimova       | Marina Prudnikova       | Elena Ogui              |         |
| 1993           | Rasa Polikevičiūtė         | Aleksandra Koliàsseva   | Tamara Poliakova        |         |
| 1994           | Gulnara Fatkúlina          | Svetlana Samokhvàlova   | Olga Sokolowa           |         |
| Gracia ČEZ-EDĚ |                            |                         |                         |         |
| 1995           | Hanka Kupfernagel          | Judith Arndt            | Valentina Gerasimova    |         |
| 1996           | Hanka Kupfernagel          | Lenka Ilavská           | Barbara Heeb            |         |
| 1997           | Hanka Kupfernagel          | Barbara Heeb            | Zulfià Zabírova         |         |
| 1998           | Marcia Eicher              | Kathryn Watt            | Lenka Ilavská           |         |
| 1999           | Hanka Kupfernagel          | Tetiana Stiàjkina       | Marina Prudnikova       |         |
| 2000           | Hanka Kupfernagel          | Meike de Bruijn         | Monica Valen            |         |
| 2001           | Judith Arndt               | Nicole Brändli          | Lara Ruthven            |         |
| Gracia-Orlová  |                            |                         |                         |         |
| 2002           | Amber Neben                | Hanka Kupfernagel       | Priska Doppmann         |         |
| 2003           | Nicole Brändli             | Judith Arndt            | Lada Kozlíková          |         |
| 2004           | Nicole Brändli             | Annette Beutler         | Karin Thürig            |         |
| 2005           | Judith Arndt               | Susanne Ljungskog       | Madeleine Sandig        |         |
| 2006           | Judith Arndt               | Amber Neben             | Nicole Brändli          |         |
| 2007           | Judith Arndt               | Alexandra Burtschenkowa | Andrea Bosman           |         |
| 2008           | Marianne Vos               | Luise Keller            | Alexandra Burtschenkowa |         |
| 2009           | Trixi Worrack              | Fabiana Luperini        | Marianne Vos            |         |
| 2010           | Marianne Vos               | Annemiek van Vleuten    | Nicole Cooke            |         |
| 2011           | Tatiana Antóixina          | Natalja Bojarskaja      | Swetlana Bubnenkowa     |         |
| 2012           | Evelyn Stevens             | Trixi Worrack           | Sharon Laws             |         |
| 2013           | Ellen van Dijk             | Evelyn Stevens          | Emma Pooley             |         |
| 2014           | Paulina Brzeźna-Bentkowska | Katrin Garfoot          | Eugenia Bujak           |         |
| 2015           | Alena Amialiússik          | Trixi Worrack           | Eugenia Bujak           |         |
| 2016           | Ielena Pavlukhina          | Shara Gillow            | Alena Amialiússik       |         |
| 2017           | Riejanne Markus            | Anouska Koster          | Moniek Tenniglo         |         |
| 2018           | Emilia Fahlin              | Olga Zabelínskaia       | Maria Novolodskaia      |         |
| 2019           | Marta Bastianelli          | Julie Van de Velde      | Maria Novolodskaia      |         |
| 2020           | suspesa                    | suspesa                 | suspesa                 | suspesa |
| 2021           | suspesa                    | suspesa                 | suspesa                 | suspesa |
| 2022           | Agnieszka Skalniak-Sójka   | Jenny Rissveds          | Christina Schweinberger |         |
| 2023           | Jenny Rissveds             | Dominika Włodarczyk     | Emilia Fahlin           |         |
| 2024           | Corinna Lechner            | Mirre Knaven            | Urška Žigart            |         |
| 2025           | Alison Jackson             | Jasmin Liechti          | Karolina Kumięga        |         |